# Сухашвили, Николоз
Николоз (Ника) Сухашвили (род. 4 августа 1993, Патардзеули, Грузия) — грузинский регбист, выступающий за клуб «Динамо» (Москва) на различных позициях в третьей линии нападения (преимущественно восьмым номером (стягивающий)).

## Биография
Родился в небольшом селе Патардзеули. Там же начал заниматься регби в возрасте 6 лет. 
В 2011 году, в возрасте 18 лет, попал в состав тбилисского «Армази». Совмещал спорт и учебу (сначала в Кавказском международном, потом перевелся в Тбилисский государственный. Совмещение требовало много времени и сил, поэтому Николоз выбрал учёбу, но вскоре понял, что любовь к регби сильнее, и изменил решение. 
В 2013 году перешёл в «Джики» из Гори, с которым в 2017 году выиграл золото Диди-10. В 2016 и 2018 завоёвывал бронзу.
Перед сезоном 2019 года перешёл в новокузнецкий Металлург. Впечатляюще дебютировал в 1-м туре сезона 2019 года против «Булавы», отметившись двумя попыткамиОтчёт о матче. Хорошо показал себя в дебютном сезоне и в конце года был приглашён руководством «тяжелой машины» в качестве усиления перед Кубком Вызова 2019\2020. . Сыграл лишь в двух матчах получив травму. В сезоне  2020 года стабильный игрок стартового состава. Как и команда в целом Ника ещё больше прибавляет в мастерстве. Рядом специалистов отмечен как самый прогрессирующий игрок третьей линии. Попадает в символическую сборную сезона по версии ФРР, также по опросам ведущего регбийного сайта России rugger.info был признан лучшим игроком регулярного сезона. 

## Карьера в сборной
Выступал за сборную Грузии по регби-7, а также за вторую сборную (Грузия А) страны по регби-15. Николоз несколько раз получал вызовы и в главную сборную, однако на поле так пока и не появлялся. В феврале 2021 года попал в расширенный список для подготовки к матчу против России.

## Достижения
- Чемпион Грузии — 2017

## Статистика
Актуально на 03.02.2021. Еврокубки считаются по календарному году.